# Emilia Plater
Emilia Plater (eg. Broel-Plater), född 13 november 1806 i Vilnius, död 23 december 1831, var en polsk-litauisk revolutionär och nationalhjälte. Hon slogs i Novemberupproret och betraktas som nationalhjälte i flera av länderna som ingick i Polen-Litauen.
Hon tillhörde en grevlig familj som var känd för sin patriotism, och upprättade vid underrättelsen om Novemberupproret 1830 en jägarkår, som hon själv en tid anförde. Sedan tjänstgjorde hon som kapten i 25:e polska linjeregementet och deltog med detta i många strider. Efter ryssarnas seger tog hon sig förklädd genom Polen för att ännu en gång samla sitt lands vänner till försvar. Hon dog dock på grund av svår sjukdom i Justianów. Hon begravdes i den lilla byn Kopcie, som idag heter Kapčiamiestis och ligger i Litauen.
De flesta större städer i Polen har en gata döpt i hennes minne, och 1959 döptes ett skepp efter henne.